# یواس‌سی‌جی‌سی ریلاینس (دبلیوام‌ئی‌سی-۶۱۵)
یواس‌سی‌جی‌سی ریلاینس (دبلیوام‌ئی‌سی-۶۱۵) (به انگلیسی: USCGC Reliance (WMEC-615)) یک کشتی بود که طول آن ۲۱۰ فوت ۶ اینچ (۶۴٫۱۶ متر) بود.